# アカン語
アカン語（[əˈkæn]、英語: Akan language）は、主にガーナやコートジボワール東部に住む同族民族によって話される言語である。

## 下位分類
アカン諸語の下位分類を以下に示す。
- アブロン語 - ガーナ、コートジボワール（1,182,700人）
- アカン語 - ガーナ
  - ファンティ語（1,900,000人）
  - トウィ語
    - アサンテ方言（2,800,000人）
    - アクアペム方言（555,000人）
- チュンブリ語(sw:Kitchumbuli) - ベニン（2,500人）
- Wasa(de:Wasa (Sprache)) - ガーナ（309,000人）